# Technical University of Nova Scotia
Pour les articles homonymes, voir Nova Scotia (homonymie).

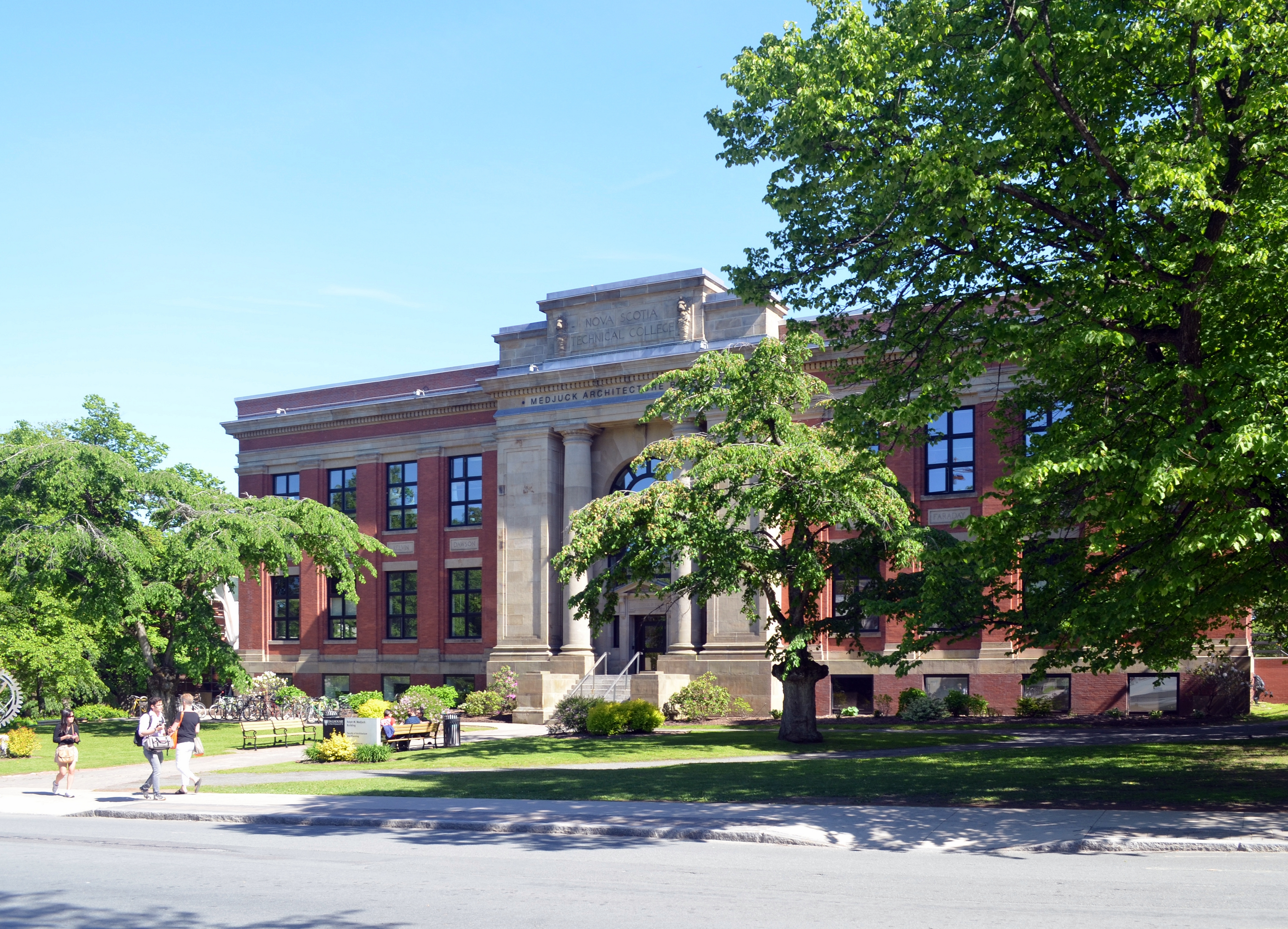
H Building (inauguré 1909)

Le Technical University of Nova Scotia, auparavant connu sous le nom de Nova Scotia Technical College, était une université canadienne située à Halifax, en Nouvelle-Écosse. Elle est devenue une partie de l'Université Dalhousie en 1997.